# Dolne Skały

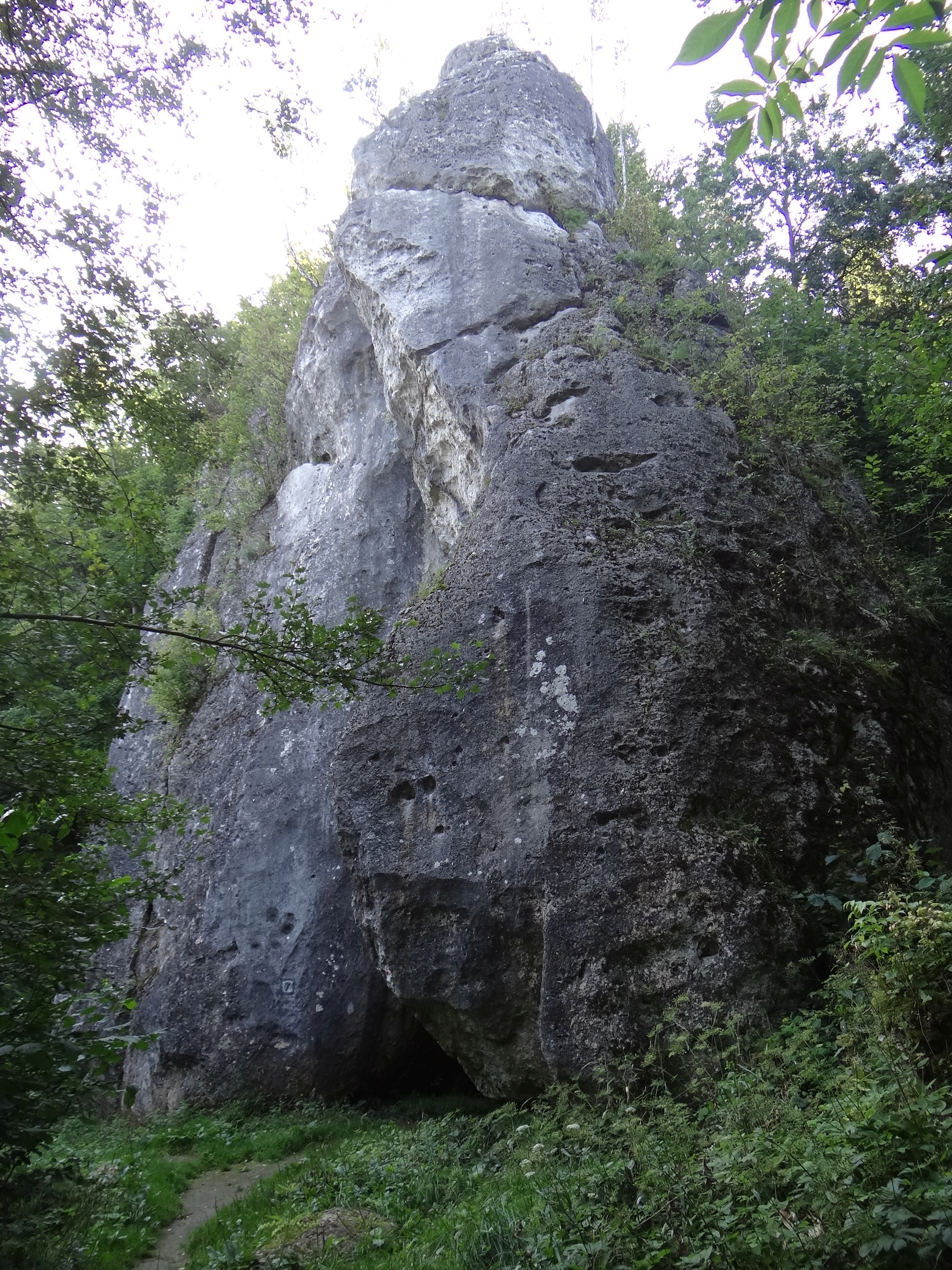

Dolne Skały – skały w grupie Zegarowych Skał w Dolinie Wodącej na Wyżynie Częstochowskiej. Noszą również nazwę Skała Jamy. Znajdują się w lesie na północnych stokach wzniesienia Zegarowych Skał.
Zbudowane z wapienia skały tworzą niewielki mur skalny o wysokości 15–17 m. Mają połogie i pionowe lub przewieszone ściany z kominem i zacięciem, o wystawie przeważnie północnej. Są obiektem wspinaczki skalnej. Wspinacze opisują je jako Dolne Skały I, Dolne Skały II, Dolne Skały III i Dolne Skały IV. Łącznie poprowadzili na nich 13 dróg wspinaczkowych o stopniu trudności V–VI.4+ w skali Kurtyki i długości 15–18 m. Wszystkie (z wyjątkiem drogi prowadzącej kominkiem) posiadają asekurację (ringi, ringi zjazdowe i stanowiska zjazdowe).
Do skał z Doliny Wodącej prowadzi zielony Szlak Jaskiniowców.
W Dolnych Skałach znajduje się jaskinia Zegar.